# Vértesboglár
Vértesboglár là một thị trấn thuộc hạt Fejér, Hungary. Thị trấn này có diện tích 23,21 km², dân số năm 2010 là 891 người, mật độ 38 người/km².